# Orlie skaly
Orlie skaly je přírodní rezervace v oblasti Malé Karpaty na Slovensku.
Nachází se v katastrálním území obce Šterusy v okrese Piešťany v Trnavském kraji. Území bylo vyhlášeno či novelizováno v roce 1984 na rozloze 31,23 ha. Ochranné pásmo nebylo stanoveno.